# Колкатський кінофестиваль
Колкатський кінофестиваль (бенг. কলকাতা ফিল্ম ফেস্টিভাল, англ. The Kolkata Film Festival) — щорічний міжнародний кінофестиваль, який проводиться в столиці індійського штату Західний Бенгал, у місті Колката (колишня назва — Калькутта). Це другий найстаріший міжнародний кінофестиваль Індії (після фестивалю кіно в Гоа). Фестиваль було організовано у 1995 році Кіноцентром Західної Бенгалії .
Щороку захід відвідують близько 100 продюсерів і представників інших кінофестивалів. Фестиваль не вручає жодних нагород, оскільки не є конкурсним.
Міжнародна федерація асоціацій кінопродюсерів акредитувала Колкатський кінофестиваль як один із п'яти кінооглядів, що входять до числа неконкурсних фестивалів ігрових фільмів.
Кінофестиваль щороку проходить з 10 по 17 листопада.

## Умови участі у фестивалі
Немає обмежень щодо тривалості робіт, які можна подати на участь у фестивалі, стосовно ж віку, то кінострічка не може бути старшою двох років. Формат плівки: 35 мм або 70 мм. Обов'язковими є англійські субтитри, якщо мова фільму не англійська. Крайній термін реєстрації робіт — це, зазвичай, 31 серпня поточного року.